# Neoechinorhynchus (Neoechinorhynchus) johnii
Neoechinorhynchus (Neoechinorhynchus) johnii is een soort haakworm uit het geslacht Neoechinorhynchus. De worm behoort tot de familie Neoechinorhynchidae. Neoechinorhynchus (Neoechinorhynchus) johnii werd in 1939 beschreven door Yamaguti.